# Vaj si kenka ba dynjaja
Vaj si kenka ba dynjaja, è un brano albanese composto da Ndrekë Vogli nei primi anni del XX secolo.

## Autore
Ndrekë Vogli è stato un compositore albanese, noto per le sue canzoni che raccontano la sofferenza e l'amore per la propria terra natia. Vaj si kenka ba dynjaja è una delle sue composizioni più celebri. 

## Testo
La canzone parla di un uomo che lotta per la sua libertà e per i suoi diritti in un mondo ostile e oppressivo. La parola "kenka" significa "lotta" in albanese, mentre "dynjaja" può essere tradotto come "il mondo" o "la società".
Il testo del brano racconta di un uomo che affronta molte difficoltà e ostacoli nella sua vita. Si sente oppresso e desidera una vita migliore. Decide quindi di lottare e di resistere contro l'ingiustizia e la tirannia.

## Influenza
Vaj si kenka ba dynjaja è diventata un inno per molte persone che lottano per la loro libertà e i loro diritti in Albania. La canzone è stata eseguita in numerosi concerti e marce di protesta, diventando un simbolo di resistenza e speranza.
Grazie alle sue parole e alla sua melodia coinvolgente, il brano di Ndrekë Vogli dopo un secolo continua ad ispirare altri artisti.
Nel 2023 il duo Shkodra Elektronike partecipa alla VII edizione di Za Fest a Scutari con una cover del brano.